# Superliga 1997-1998 (Slovacchia)
L'edizione 1997-98 della Corgoň Liga vide la vittoria finale del 1.FC Košice.
Capocannoniere del torneo fu Ľubomír Luhový (Spartak Trnava), con 17 marcature.

## Classifica finale
|    | Classifica          | G  | V  | N | P  | GF | GS | Dif | Pt |
| -- | ------------------- | -- | -- | - | -- | -- | -- | --- | -- |
| 1  | Košice              | 30 | 21 | 5 | 4  | 71 | 24 | 47  | 68 |
| 2  | Spartak Trnava      | 30 | 20 | 6 | 4  | 61 | 34 | 27  | 66 |
| 3  | Inter Bratislava    | 30 | 18 | 6 | 6  | 55 | 25 | 30  | 60 |
| 4  | OD Trenčín          | 30 | 16 | 5 | 9  | 47 | 31 | 16  | 53 |
| 5  | Slovan Bratislava   | 30 | 12 | 9 | 9  | 41 | 36 | 5   | 45 |
| 6  | Rimavská Sobota     | 30 | 12 | 8 | 10 | 39 | 34 | 5   | 44 |
| 7  | Žilina              | 30 | 11 | 9 | 10 | 23 | 25 | -2  | 42 |
| 8  | Artmedia Petržalka  | 30 | 11 | 6 | 13 | 27 | 28 | -1  | 39 |
| 9  | Humenné             | 30 | 12 | 2 | 16 | 36 | 55 | -19 | 38 |
| 10 | Tatran Prešov       | 30 | 9  | 9 | 12 | 29 | 39 | -10 | 36 |
| 11 | Ružomberok          | 30 | 9  | 9 | 12 | 35 | 49 | -14 | 36 |
| 12 | Banik Prievidza     | 30 | 9  | 8 | 13 | 35 | 42 | -7  | 35 |
| 13 | Dukla B.B.          | 30 | 7  | 9 | 14 | 32 | 46 | -14 | 30 |
| 14 | Partizán Bardejov   | 30 | 7  | 6 | 17 | 27 | 42 | -15 | 27 |
| 15 | Lokomotíva Košice   | 30 | 7  | 5 | 18 | 31 | 54 | -23 | 26 |
| 16 | DAC Dunajská Streda | 30 | 5  | 6 | 19 | 26 | 51 | -25 | 21 |

### Verdetti
- 1.FC Kosice campione di Slovacchia 1997-98.
- Lokomotive Energogas Košice e 1.FC DAC Dunajska Streda retrocesse in II. liga.

## Statistiche e record

### Classifica marcatori
| Gol |  |  | Giocatore      | Squadra                              |
| --- |  |  | -------------- | ------------------------------------ |
| 17  |  |  | Ľubomír Luhový | Spartak Trnava                       |
| 16  |  |  | Martin Fabuš   | OD Trenčín                           |
| 14  |  |  | Jozef Kožlej   | Košice                               |
| 13  |  |  | Szilárd Németh | Košice                               |
| 10  |  |  | Marek Ujlaky   | Spartak Trnava                       |
| 10  |  |  | Peter Babnič   | Inter Bratislava/ Dukla B.B.         |
| 10  |  |  | Tomáš Medveď   | Slovan Bratislava/ Lokomotíva Košice |
| 9   |  |  | Ľubomír Mati   | Humenné                              |
| 9   |  |  | Juraj Czinege  | Inter Bratislava                     |
| 9   |  |  | Dušan Tittel   | Slovan Bratislava                    |
| 9   |  |  | Jaroslav Timko | Spartak Trnava                       |